# Víctor Manuel Barrios Mata
Víctor Manuel Barrios Mata (Tampico, Tamaulipas; 25 de enero de 1935-Santiago de Querétaro, 8 de enero de 2021)  fue un locutor y productor de radio mexicano, quien debido a su voz y talento hizo época en la televisión, principalmente en el mundo de la radiodifusión mexicana, durante la década de los 70, 80, 90 y años recientes. Creador de conceptos radiofónicos novedosos para el escucha, logró un lugar en la historia de la radiodifusión mexicana.

## Breve reseña biográfica
Víctor Manuel Barrios Mata nació el 25 de enero de 1935 en la ciudad de Tampico, Tamaulipas, el primer hijo de la señora Esther Mata Vidrio y del señor Manuel Gabino Barrios Segura. Sus hermanos son: Olga Esther, Carlos Jesús, Humberto René, Gilda, Sagrario y Jaime. Logró su propósito de ser locutor. Cuando trabajó en Petróleos Mexicanos (Pemex), conoció a Eduardo Galván, quien lo introdujo a la radio.[cita requerida]

## Trayectoria

### En la radio
Su debut en el mundo de la locución radiofónica se dio hacia el año de 1953 en la radiodifusora XETO-AM, Radio Tiempo Tamaulipas, posteriormente desempeñó actividades en la XES y en la XETU-AM del Grupo del Golfo, hacia 1957 migró a la XEFW. Para 1959 arribó a la Ciudad Capital México, D. F., siendo contratado por el legendario locutor Mario Vargas, trabajando para la XEDF-AM en donde alternó con grandes locutores como Ángel Fernández Rugama, Fernando Marcos, Jorge «Sonny» Alarcón y Rubén Zepeda Novelo. En 1962 cambió de micrófonos y se presentó en la XELEO en León, Guanajuato y luego en la XEQW de Mérida, Yucatán (ambas pertenecientes a Radio Cadena Nacional), luego apareció ante los micrófonos de la XEAV-AM Canal 58, en Guadalajara siendo esto hacia 1963. Para 1966 regresó a la ciudad capital para presentarse en XEABC-AM y luego en la XEFR-AM (Radio Felicidad).
De 1967 a 1982 trabajó en Radio Variedades, la cual fue su etapa más brillante y durante la cual a base de creatividad elevó el índice de audiencia de la radiodifusora a niveles altos de audición, implementando promociones y programas populares. Sin embargo en 1983 apareció ante los micrófonos de XESM-AM (Radio Cañón) en donde contrató los servicios de Sergio Rod y Bolívar Domínguez quienes venían de Radio 590 con el exitoso programa Batas, Pijama y Pantuflas. Hacia 1983 emigró a la XEX-AM, tiempo después viajaría a Estados Unidos para integrarse como director de programación en la KSSA Radio Variedades y la Pantera KFJS de Dallas, Texas en EE. UU. De 1988 a 1993  se desempeñó como director de programación y locutor  en Radio KAZA en San José, California, Estados Unidos.

#### Clarita
Es precisamente de 1993 al año 2002 ya de regreso en la Ciudad de México en que se reintegró nuevamente a Radio Fórmula como productor y locutor, teniendo el horario nocturno el cual marcó su regreso ante los micrófonos de La 970 con su emisión Fórmula 1, El programa tenía diversas etapas, desde asesoría en medicina naturista y narraciones de hechos sobrenaturales, en el segmento. La Mano Pachona fue precisamente en una de sus emisiones durante la cual recibió una llamada telefónica de una mujer de nombre Clarita quien, angustiada, pedía ayuda para ella y para su hijo, ya que este último era víctima de una posesión demoníaca.[cita requerida]
La tensión entre el equipo de Barrios Mata y su auditorio se elevó debido a que al parecer la persona no estaba fingiendo lo que le ocurría. No obstante, nunca se volvió a saber nada de las personas involucradas en el caso y posteriormente se reportaron sucesos anómalos dentro de los estudios radiofónicos. Su concepto para La Mano Pachona fue modificado en "La Mano Peluda". Sin embargo permanecería vigente hasta el 2000, cuando cambió de radiodifusora para integrarse a la plantilla de Radio 13, lanzando su programa Con el ojo pelón, con el mismo formato que el programa anterior.[cita requerida]
Después de varios años de estar alejado de los micrófonos, regresó, cuando compró tiempo en la XET de Monterrey donde, junto con Humberto Romo Medina, realizó un programa que sería muy escuchado. Motivos personales lo obligaron a regresar a los Estados Unidos y labora en La Pantera en Oregon, más tarde llega a La Jefa de Orlando Florida y actualmente labora en Stereo 91, en un programa llamado "Al Caer la Tarde" de Nuevo Laredo, Tamaulipas, pero residiendo en Laredo,Texas.
roros

### En Televisión
Su inicio en el mundo televisivo se dio en el año de 1958 dentro del canal 7 de la Televisión del Golfo (XHGO-TV Hoy XHTPZ-TV) en el programa televisivo "Fricasse Social" donde colaboró por espacio de un año, posteriormente se trasladó a la ciudad de Guadalajara, Jalisco, en donde laboró en la cadena televisiva XHG-TV en donde su versatilidad le permitió conducir diversos programas. De 1968 a 1970 participó en XHDF-TV Canal Trece y posteriormente se incorporó al equipo de XHTIM- TV, Canal 8 de Televisión Independiente en donde alternó con Jorge Gutiérrez Zamora conduciendo el recordado programa de concursos "Juan Pirulero", mismo que tenía el perfil de otro programa de concursos que se llamó "Sube Pelayo Sube" conducido por su colega el locutor y actor Luis Manuel Pelayo, quien ya había conducido "Juan Pirulero".
De 1975 a 1979 fue conductor del programa de concursos "Siete+Siete" para la televisión Tica en el Canal 7 de San José Costa Rica, y de 1988 a 1993 condujo el concurso "Jackpot" en el Canal 48 de San José California para la Cadena Telemundo. Recientemente tuvo participaciones para la Televisión Regiomontana en el programa "Ayer y Hoy" del canal 28 de Monterrey durante el periodo del 2007 a principios del 2009.

## Conceptos radiofónicos de Víctor Manuel que hicieron historia

### En Radio Variedades (XEJP-AM)
- Las grandes noches de Radio Variedades
- La hora de los novios
- Variedades infantiles
- La caravana de la alegría
- La gallina de los huevos de oro (Programa de premios económicos y despensas (huevo de gallina principalmente))
- Operación Salvavidas (Campaña altruista, destinada a fomentar la donación de sangre humana)
- La Reina Dorada

### Para Radio Fórmula
- Batas Pijamas y Pantuflas (Su mejor etapa contó con las voces inolvidables de Sergio Rod, Gustavo Armando "El Conde" Calderon y Bolívar Domínguez - Sergio Rod y "El Conde", murieron de manera trágica durante los Sismos de 1985 en la Ciudad de México)
- "La Mano Pachona", el corporativo Radio Fórmula lo convirtió en la "Mano Peluda" (Se narraban relatos de terror y experiencias paranormales )
- La moneda está en el aire

### Para Radio 13
- Con el ojo pelón (Programa de la misma temática que "La Mano Pachona")

## Las frases de Barrios Mata
En la actualidad, ya formando parte de la cultura popular capitalina, Barrios Mata acuñó frases que quedarían en el inconsciente popular hasta la actualidad. Algunas de ellas fueron:
- "¿A qué hora vas por el pan?"
- "Manita sudada"
- "¡Uyuyuy, ayayay!" (expresa: sorpresa, temor contrariedad)
- "¡Quiero pollo!" (piropo)
- "Pasarse el chicle" (Beso apasionado, Beso labio-lingual, subido de tono)
- "Como decía mi abuelita, la tampiqueña" (Preludio para algún consejo o moraleja)

y
- "Así no se puede andar por este mundo..." (Ej. "¿Cómo es posible que no hayas conocido al amor de tu vida?... Así no se puede andar por este mundo").